# جسی سنت جیمز
جسی سنت جیمز (انگلیسی: Jessie St. James؛ زاده ۳۰ نوامبر ۱۹۵۳) بازیگر پورنوگرافی اهل ایالات متحده آمریکا است.